# Джозеф, Фрэнсис
Фрэнсис Джозеф (англ. Francis Joseph; 6 марта 1960, Килбёрн, Большой Лондон — 18 ноября 2022) — Английский футболист, выступавший в качестве форварда во многих клубах Футбольной лиги, включая Уимблдон, Брентфорд, Рединг, Шеффилд Юнайтед, Кру Александра, Фулхэм, Барнет и Джиллингем, в период с 1980 по 1992 год. Он также проводил время, играя за пределами Великобритании, в том числе с Honka, JYP 77 и HJK Helsinki в Финляндии, Racing Ghent в Бельгии и Tampa Bay Rowdies в США. В конце концов он перешёл в футбол, не относящийся к лиге, играя за множество клубов, прежде чем стать тренером на уровне, не относящемся к лиге, в 1995 году.

## Карьера

### Карьера в лиге
Джозеф начал свою профессиональную карьеру в «Уимблдоне» в 1980 году. Джозеф вышел на замену в домашней игре против «Дарлингтона», забив в дебютном для себя матче Футбольной лиги. Получив постоянное место в первой команде «Уимблдона», Джозеф был признан «Игроком года» по окончании своего первого сезона. После аренды в финских клубах «Хонка» и ЙЮП 77 Джозеф летом 1982 года переехал в «Брентфорд» за 40 000 фунтов стерлингов, забив 50 голов в течение первых двух сезонов на «Гриффин Парк». В сентябре 1984 года Фрэнсис получил перелом ноги. Однако уже во второй игре после возвращения у игрока случился рецидив травмы.

### Карьера вне лиги
После своего отъезда из Барнета Джозеф сменил ряд клубов в нелиговском футболе, включая Слау Таун,Уокинхэм-таун, Лезерхед, Далвич-Гамлет, Чертсей-таун, Уолтон-энд-Хершам и Чешам, прежде чем вернуться в Чертсей, чтобы стать тренером в ноябре 1995 года. Джозеф позже стал тренером Уилдстон, для которого он играл в подростковом возрасте.

## Личная жизнь и смерть
Джозеф был старшим братом футболиста Роджера Джозефа. Их мать была из Доминики.
Джозеф умер 18 ноября 2022 года в возрасте 62 лет.